# Костиря Інна Олександрівна
Інна Олександрівна Костиря (28 січня 1984, Кропивницький) — генеральна директор та художня керівниця Палацу «Україна», директор Інституту журналістики і міжнародних відносин, проректорка КНУКіМ, доктор політичних наук, професор кафедри міжнародних відносин, Заслужений працівник культури України.

## Біографія
З 2000 по 2005 рік навчалась в Київському національному університеті культури і мистецтв, по закінченню отримала повну вищу освіту за спеціальністю «Кіно-, телемистецтво» та здобула кваліфікацію режисерки кіно і телебачення. У 2006—2008 роках навчалася в Національній Академії державного управління при Президентові України, спеціальність «Державне управління», здобула кваліфікацію магістра державного управління. Успішно захистила магістерську роботу на тему: «Політичне керівництво і державне управління».[джерело?]
Трудову діяльність Інна Костиря розпочала у 2000 році в Київському національному університеті культури і мистецтв, надалі з 2002 року працювала в секретаріаті в Київській міській раді, з 2005 — в апараті Верховної Ради України.[джерело?]
Навесні 2014 була призначена генеральною директором Палацу «Україна», а в липні звільнена з посади. Тим не менш, подала до суду та виграла судову апеляцію у листопаді 2014 року. Втім, директором Палацу й надалі залишався призначений у липні Роман Недзельський.
У 2011 році захистила кандидатську дисертацію на тему «Політико-ідеологічні пріоритети управління культурою в період розбудови української держави». У 2016 році захистила дисертацію доктора політичних наук на тему «Сучасні геокультурні стратегії в політиці трансрегіональної комунікативної взаємодії».
У 2008 році працювала помічницею ректора, начальницею відділу організаційно-аналітичного забезпечення роботи ректора Київського національного університету культури і мистецтв. У 2011—2014 роки — проректорка з перспективного розвитку Київського національного університету культури і мистецтв, паралельно у 2012—2014 — директор Інституту журналістики цього університету.
З 2012 року по теперішній час — завідувачка кафедри міжнародних відносин Київського національного університету культури і мистецтв.
З 2016 року — професор Варшавської школи менеджменту[джерело?].

## Громадська діяльність
З 2003 року організація та проведення Всеукраїнського телевізійного проєкту «Крок до зірок», конференцій, благодійних акцій, продюсерка телепроєктів, виконавча продюсерка «Української пісні року».
Одна із засновниць міжнародного дипломатичного гольф турніру Diplomatic golf for good.
Авторка посібників, наукових розробок та освітніх блогів.

## Політична діяльність
Балотувалася в депутатки на виборах до Верховної Ради від Радикальної партії Олега Ляшка (2014) та до Київської міської ради від партії УКРОП(2015).
Також у 2019 році балотувалась на виборах до Верховної Ради України 9-го скликання як самовисуванка.[джерело?]

## Нагороди
У 2009 р. удостоєна почесного звання «Заслужений працівник культури України»
У 2019 р. отримала премію «Топ-25 бізнес-леді України» за версією журналу «Влада грошей» в номінації «Освіта»
У 2019 р. стала переможницею рейтингу 100 найуспішніших жінок України у номінації «Жіноче лідерство» за версією журналу WO.MO
У 2020 р. отримала титул «Людина року» в загальнонаціональній програмі «Людина року-2019» в номінації «Нова генерація року»

## Плагіат
Текст докторської дисертації Інни Костирі дослідила професор Тетяна Пархоменко та виявила, за її словами, що 190 з 360 сторінок дисертації містять копії тексту інших авторів без посилань на них. Також Пархоменко повідомила, що близько третини кандидатської дисертації Костирі також є плагіатом.